# Ром, Ив
Ив Ром — французский политик, член Социалистической партии Франции, бывший президент Генерального Совета департамента Уаза.
Родился 25 апреля 1950 г. в городе Марвежоль (департамент Лозер). С 1972 по 1982 год работал профессором истории в колледже города Фруасси.
Политическую деятельность начал в 1977 году, когда был избран в муниципальный совет поселка Баэль-сюр-Терен (департамент Уаза). В 1989 году был избран мэром поселка и занимал этот пост до 2004 года. До 2004 года также занимал пост вице-президента союза мэров департамента Уаза.
В 1988 году Ром впервые был избран в генеральный совет департамента Уаза от кантона Нивилле, после чего еще трижды переизбирался в генеральный совет. В 2004 году, после завоевания левыми большинства, занял пост президента генерального совета департамента Уаза и сохранял его за собой после выборов 2008 и 2011 годов.
В 1997 году Ив Ром был избран депутатом Национального собрания Франции от 1-го избирательного округа департамента Уаза, победив Оливье Дассо, но на выборах 2002 года Дассо сумел взять реванш и вернул себе депутатский мандат.
В сентябре 2011 года Ив Ром возглавил список социалистов на выборах в Сенат от департамента Уаза и был избран сенатором; является членом комиссии по устойчивому развитию и инфраструктуре.
В марте 2015 года на выборах в Совет департамента Уаза, формируемый в соответствии с административной реформой, Ив Ром в паре с Анн-Клер Делафонтен занял только третье место в кантоне Муи.
В 2017 году поддержал на президентских выборах Эммануэля Макрона, перешел в новообразованную фракцию партии Вперёд, Республика! в Сенате, составленную в основном из членов Социалистической партии.

## Занимаемые выборные должности
19.03.1989 - 04.2004 — мэр поселка Баэль-сюр-Терен 

10.1988 - 31.03.2004 — член Генерального совета департамента Уаза от кантона Нивилле 

01.06.1997 - 18.06.2002 — депутат Национального собрания Франции от 1-го избирательного округа департамента Уаза 

01.04.2004 - 02.04.2015 — президент Генерального совета департамента Уаза 

04.2004 - 2014 — первый вице-мэр поселка Баэль-сюр-Терен 

2004 - 2015 — член бюро Ассамблеи департаментов Франции 

с 25.09.2011 — сенатор Франции